# Segunda División B 2018 (Uruguay)
Het seizoen 2018 van de Segunda División B was het tweede seizoen van deze Uruguayaanse voetbalcompetitie op het derde niveau. De competitie begon op 12 mei 2018 en eindigde op 2 december 2018.

## Teams
Er namen zestien ploegen deel aan de Segunda División B tijdens het seizoen 2018. Veertien ploegen deden vorig seizoen ook mee aan deze competitie. Albion FC werd vorig seizoen kampioen en promoveerde naar de Segunda División. Nieuw ten opzichte van vorig seizoen waren Huracán FC en Canadian SC, die uit de Segunda División waren gedegradeerd.
| Club                    | Stad             | Vorig seizoen |
| ----------------------- | ---------------- | ------------- |
| CA Alto Perú            | Montevideo       | 15e           |
| CA Artigas              | Montevideo       | 14e           |
| CA Basáñez              | Montevideo       | 3e            |
| CA Bella Vista          | Montevideo       | 5e            |
| Canadian SC/CSyD Keguay | Montevideo       | 14e (2ª)      |
| Colón FC                | Montevideo       | 2e            |
| Huracán FC              | Montevideo       | 13e (2ª)      |
| CSD Huracán Buceo       | Montevideo       | 6e            |
| La Luz FC               | Montevideo       | 10e           |
| CSD Los Halcones        | Montevideo       | 13e           |
| CD Parque del Plata     | Parque del Plata | 11e           |
| CA Platense             | Montevideo       | 4e            |
| IA Potencia             | Montevideo       | 7e            |
| Rocha FC                | Rocha            | 8e            |
| Salus FC                | Montevideo       | 12e           |
| Uruguay Montevideo FC   | Montevideo       | 9e            |

## Apertura
Het Torneo Apertura werd gespeeld van 12 mei tot en met 2 september 2018. Alle ploegen speelden eenmaal tegen elkaar.  De beste acht ploegen kwalificeerden zich voor de Liguilla. De ploeg met de meeste punten werd winnaar van de Apertura en kwalificeerde zich tevens voor de halve finale van het Campeonato. Indien er twee ploegen gelijk eindigden met de meeste punten, dan werd er een beslissingswedstrijd gespeeld.
De drie sterkste ploegen tijdens de Apertura waren CA Bella Vista, Colón FC en Rocha FC. Tijdens de dertiende speelronde verloor toenmalig koploper Rocha van Colón met 0–2. Bella Vista profiteerde en nam de leiding over. De laatste twee duels lieten deze drie ploegen geen punten meer liggen. Dankzij een 0–3 zege op Canadian/Keguay tijdens de laatste speelronde kroonde Bella Vista zich tot winnaar van de Apertura. 

### Eindstand Apertura
|     | Club                    | Sp. | W  | G | V  | Pnt. | DV | DT | DS  |
| --- | ----------------------- | --- | -- | - | -- | ---- | -- | -- | --- |
| 1.  | CA Bella Vista          | 15  | 12 | 1 | 2  | 37   | 31 | 8  | +23 |
| 2.  | Colón FC                | 15  | 11 | 3 | 1  | 36   | 32 | 14 | +18 |
| 3.  | Rocha FC                | 15  | 11 | 3 | 1  | 36   | 29 | 13 | +16 |
| 4.  | Huracán FC              | 15  | 9  | 2 | 4  | 29   | 25 | 16 | +9  |
| 5.  | Uruguay Montevideo FC   | 15  | 9  | 1 | 5  | 28   | 31 | 20 | +11 |
| 6.  | CA Basáñez              | 15  | 9  | 1 | 5  | 28   | 29 | 19 | +10 |
| 7.  | La Luz FC               | 15  | 8  | 2 | 5  | 26   | 22 | 15 | +7  |
| 8.  | CSD Huracán Buceo       | 15  | 6  | 3 | 6  | 21   | 30 | 20 | +10 |
| 9.  | CA Platense             | 15  | 5  | 5 | 5  | 20   | 15 | 19 | –4  |
| 10. | CSD Los Halcones        | 15  | 6  | 2 | 7  | 20   | 20 | 28 | –8  |
| 11. | CD Parque del Plata     | 15  | 4  | 3 | 8  | 15   | 19 | 30 | –11 |
| 12. | CA Artigas              | 15  | 3  | 2 | 10 | 11   | 18 | 30 | –12 |
| 13. | Canadian SC/CSyD Keguay | 15  | 3  | 2 | 10 | 11   | 18 | 39 | –21 |
| 14. | IA Potencia             | 15  | 3  | 1 | 11 | 10   | 14 | 32 | –18 |
| 15. | CA Alto Perú            | 15  | 2  | 2 | 11 | 8    | 17 | 34 | –17 |
| 16. | Salus FC                | 15  | 2  | 1 | 12 | 7    | 10 | 23 | –13 |

### Legenda
| Kleur | Kwalificatie voor                  |
| ----- | ---------------------------------- |
|       | Liguilla + Halve finale Campeonato |
|       | Liguilla                           |

## Liguilla
De Liguilla werd gespeeld van 16 september tot en met 4 november 2018. De acht beste ploegen uit de Apertura kwalificeerden zich voor dit toernooi. Zij speelden eenmaal tegen elkaar. De ploeg met de meeste punten werd winnaar van de Liguilla en plaatste zich voor de halve finale van het Campeonato. Indien er twee ploegen gelijk eindigden met de meeste punten, dan werd er een beslissingswedstrijd gespeeld.
Het toernooi was erg gelijkopgaand; na vijf van de zeven duels was het verschil tussen de koploper (CA Bella Vista met negen punten) en de nummer zeven (CA Basáñez met zes punten) slechts drie punten. Alleen La Luz FC, dat nog geen zege had geboekt, kon de Liguilla niet meer winnen. Na de zesde speelronde waren er nog maar drie kanshebbers: Bella Vista (12 punten), Colón FC (12 punten) en Huracán FC (11 punten) wonnen allemaal en maakten nog kans op de eerste plek. Op de laatste speeldag won Bella Vista met 1–0 van Uruguay Montevideo FC (de nummer vier), terwijl Colón met 0–2 won bij Huracán. Hierdoor eindigden Bella Vista en Colón op een gedeelde eerste plek en moest er een beslissingswedstrijd worden gespeeld.
Deze beslissingswedstrijd werd op 10 november gespeeld. Nadat de wedstrijd in een 1–1 gelijkspel was geëindigd, was Colón na strafschoppen de betere. Hierdoor plaatsten ze zich voor de halve finale van het Campeonato. Had Bella Vista gewonnen, dan waren zij al zeker geweest van de titel, omdat ze dan de Apertura en de Liguilla allebei hadden gewonnen.

### Eindstand Liguilla
|    | Club                  | Sp. | W | G | V | Pnt. | DV | DT | DS |
| -- | --------------------- | --- | - | - | - | ---- | -- | -- | -- |
| 1. | CA Bella Vista        | 7   | 4 | 3 | 0 | 15   | 11 | 6  | +5 |
| 1. | Colón FC              | 7   | 4 | 3 | 0 | 15   | 11 | 6  | +5 |
| 3. | Huracán FC            | 7   | 3 | 2 | 2 | 11   | 7  | 5  | +2 |
| 4. | Uruguay Montevideo FC | 7   | 3 | 0 | 4 | 9    | 12 | 8  | +4 |
| 5. | CA Basáñez            | 7   | 3 | 0 | 4 | 9    | 8  | 13 | –5 |
| 6. | Rocha FC              | 7   | 1 | 3 | 3 | 6    | 5  | 7  | –2 |
| 7. | CSD Huracán Buceo     | 7   | 1 | 3 | 3 | 6    | 8  | 11 | –3 |
| 8. | La Luz FC             | 7   | 1 | 2 | 4 | 5    | 6  | 12 | –6 |

### Legenda
| Kleur | Kwalificatie voor             |
| ----- | ----------------------------- |
|       | Beslissingswedstrijd Liguilla |

### Beslissingswedstrijd
|                                    |               |                                   |                |                                                                                       |
| 10 november 2018 14:00 uur (UTC−3) | Colón FC      | 1 - 1                             | CA Bella Vista | Estadio Parque Abraham Paladino, Montevideo Scheidsrechter: Nicolás Vignolo (Uruguay) |
| 10 november 2018 14:00 uur (UTC−3) | Guerra 25'    | Verslag (AUF) Verslag (Soccerway) | 39' Farinasso  | Estadio Parque Abraham Paladino, Montevideo Scheidsrechter: Nicolás Vignolo (Uruguay) |
| 10 november 2018 14:00 uur (UTC−3) | Strafschoppen |                                   |                | Estadio Parque Abraham Paladino, Montevideo Scheidsrechter: Nicolás Vignolo (Uruguay) |
| 10 november 2018 14:00 uur (UTC−3) | 5 – 4         |                                   |                | Estadio Parque Abraham Paladino, Montevideo Scheidsrechter: Nicolás Vignolo (Uruguay) |

1-1 na verlenging. Colón FC wint met 5-4 na strafschoppen en wint de Liguilla.

## Totaalstand
De ploeg met de meeste punten in de totaalstand - de optelling van de Apertura en Liguilla - plaatste zich voor de finale van het Campeonato. Indien er twee ploegen gelijk eindigden met de meeste punten, dan werd er een beslissingswedstrijd gespeeld.
CA Bella Vista won de Apertura en eindigde gedeeld eerste in de Liguilla. Hierdoor eindigden ze ook bovenaan in het totaalklassement.

### Totaalstand
|     | Club                    | Sp. | W  | G | V  | Pnt. | DV | DT | DS  |
| --- | ----------------------- | --- | -- | - | -- | ---- | -- | -- | --- |
| 1.  | CA Bella Vista          | 22  | 16 | 4 | 2  | 52   | 42 | 14 | +28 |
| 2.  | Colón FC                | 22  | 15 | 6 | 1  | 51   | 43 | 20 | +23 |
| 3.  | Rocha FC                | 22  | 12 | 6 | 4  | 42   | 34 | 20 | +14 |
| 4.  | Huracán FC              | 22  | 12 | 4 | 6  | 40   | 32 | 21 | +11 |
| 5.  | Uruguay Montevideo FC   | 22  | 12 | 1 | 9  | 37   | 43 | 28 | +15 |
| 6.  | CA Basáñez              | 22  | 12 | 1 | 9  | 37   | 37 | 32 | +5  |
| 7.  | La Luz FC               | 22  | 9  | 4 | 9  | 31   | 28 | 27 | +1  |
| 8.  | CSD Huracán Buceo       | 22  | 7  | 6 | 9  | 27   | 38 | 31 | +7  |
| 9.  | CA Platense             | 15  | 5  | 5 | 5  | 20   | 15 | 19 | –4  |
| 10. | CSD Los Halcones        | 15  | 6  | 2 | 7  | 20   | 20 | 28 | –8  |
| 11. | CD Parque del Plata     | 15  | 4  | 3 | 8  | 15   | 19 | 30 | –11 |
| 12. | CA Artigas              | 15  | 3  | 2 | 10 | 11   | 18 | 30 | –12 |
| 13. | Canadian SC/CSyD Keguay | 15  | 3  | 2 | 10 | 11   | 18 | 39 | –21 |
| 14. | IA Potencia             | 15  | 3  | 1 | 11 | 10   | 14 | 32 | –18 |
| 15. | CA Alto Perú            | 15  | 2  | 2 | 11 | 8    | 17 | 34 | –17 |
| 16. | Salus FC                | 15  | 2  | 1 | 12 | 7    | 10 | 23 | –13 |

### Legenda
| Kleur | Kwalificatie voor |
| ----- | ----------------- |
|       | Finale Campeonato |

## Campeonato
Het Campeonato bepaalde de winnaar van de Segunda División B 2018. De winnaars van de Apertura (CA Bella Vista) en de Liguilla (Colón FC) zouden in de halve finale één wedstrijd spelen en de winnaar daarvan zou zich kwalificeren voor de finale, waarin ze een thuis- en uitduel zouden spelen tegen de nummer een van de totaalstand (Bella Vista).
Omdat Bella Vista zich tweemaal had gekwalificeerd, als winnaar van de Apertura en als nummer een van de totaalstand, betekende dit dat zij aan een zege in de halve finale genoeg hadden om kampioen te worden. Zou Colón de halve finale winnen, dan zouden zij het in de finale nogmaals opnemen tegen Bella Vista.

### Wedstrijdschema
|  | Halve finale | Halve finale |  |  | Finale      | Finale | Finale | Finale |
|  |              |              |  |  |             |        |        |        |
|  |              |              |  |  |             |        |        |        |
|  | Bella Vista  | 2            |  |  |             |        |        |        |
|  | Colón        | 4            |  |  |             |        |        |        |
|  |              |              |  |  |             |        |        |        |
|  |              |              |  |  | Bella Vista | 2      | 2      | 4      |
|  |              |              |  |  | Colón       | 2      | 1      | 3      |
|  |              |              |  |  |             |        |        |        |

### Halve finale
|                                    |                               |                                   |                                                    |                                                                                   |
| 17 november 2018 16:00 uur (UTC−3) | CA Bella Vista                | 2 – 4                             | Colón FC                                           | Estadio Parque Osvaldo Roberto, Montevideo Scheidsrechter: Javier Feres (Uruguay) |
| 17 november 2018 16:00 uur (UTC−3) | Sandín 13' Bejeres 47' (e.d.) | Verslag (AUF) Verslag (Soccerway) | 16' Dorado 22' Lemos 60' (pen.) Correa 62' Bejeres | Estadio Parque Osvaldo Roberto, Montevideo Scheidsrechter: Javier Feres (Uruguay) |

### Finale
|                                    |                          |                                   |                 |                                                                            |
| 25 november 2018 15:30 uur (UTC−3) | CA Bella Vista           | 2 – 2                             | Colón FC        | Estadio José Nasazzi, Montevideo Scheidsrechter: Andrés Martínez (Uruguay) |
| 25 november 2018 15:30 uur (UTC−3) | Salvarrey 2' Miranda 32' | Verslag (AUF) Verslag (Soccerway) | 13', 38' Dorado | Estadio José Nasazzi, Montevideo Scheidsrechter: Andrés Martínez (Uruguay) |

|                                   |           |                                   |                        |                                                                                  |
| 2 december 2018 15:30 uur (UTC−3) | Colón FC  | 1 – 2                             | CA Bella Vista         | Estadio Parque Osvaldo Roberto, Montevideo Scheidsrechter: José Burgos (Uruguay) |
| 2 december 2018 15:30 uur (UTC−3) | Lemos 64' | Verslag (AUF) Verslag (Soccerway) | 27' Cordero 35' Sandín | Estadio Parque Osvaldo Roberto, Montevideo Scheidsrechter: José Burgos (Uruguay) |

 CA Bella Vista wint met 4-3 over twee wedstrijden en is kampioen van de Segunda División B.

## Topscorers
José Fabián Dorado van Colón FC werd topscorer met zestien doelpunten.
| №  | Speler             | Club                     | Goals |
| -- | ------------------ | ------------------------ | ----- |
| 1. | José Fabián Dorado | Colón FC                 | 16    |
| 2. | Michel Miranda     | CA Bella Vista           | 12    |
| 2. | Ignacio San Martín | Huracán FC               | 12    |
| 4. | Yesti Da Silva     | CA Artigas en Huracán FC | 11    |
| 4. | Joaquín Perdomo    | CSD Huracán Buceo        | 11    |